# Publikacje nautyczne

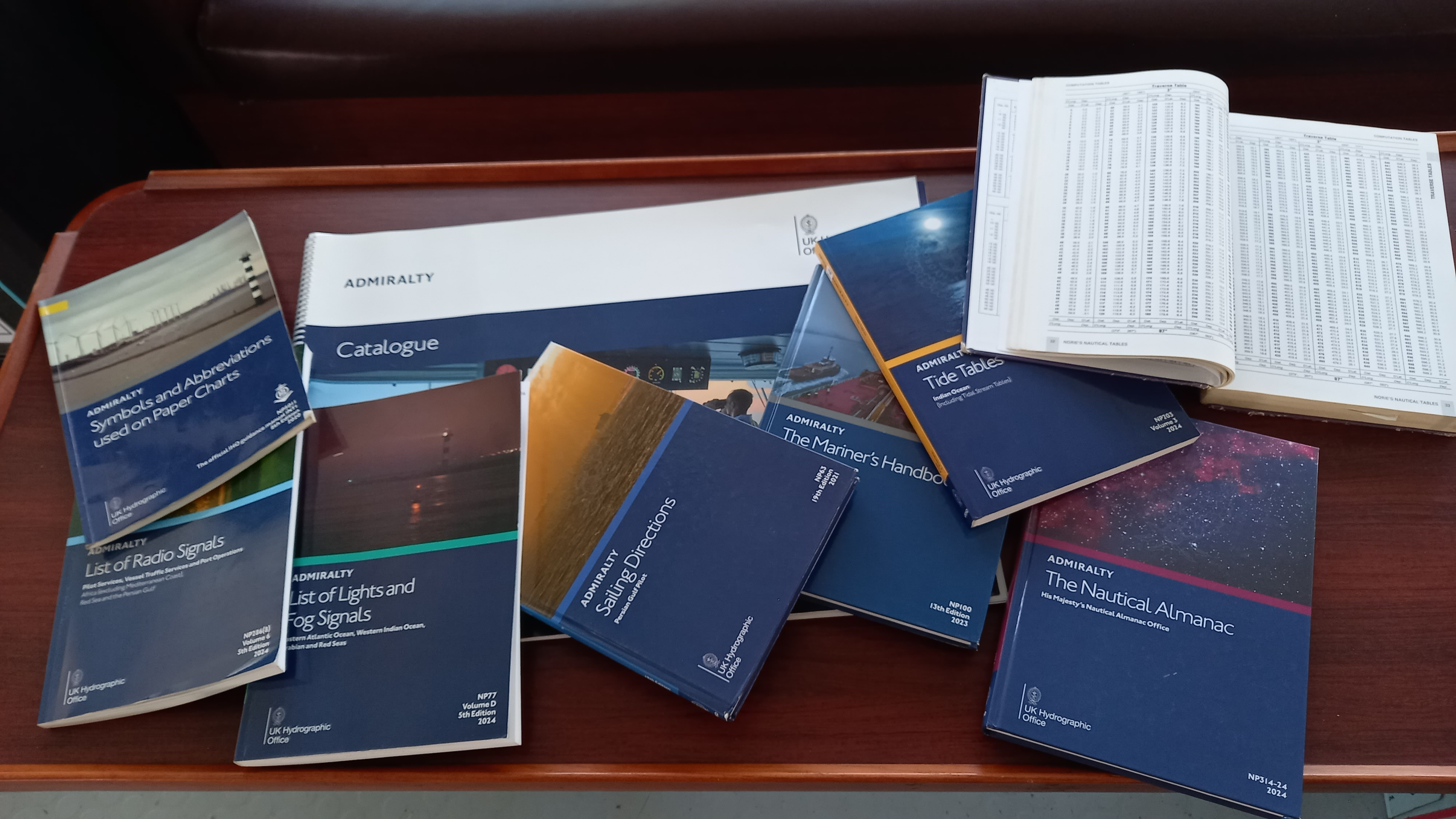
Kilka różnych publikacji Admiralicji brytyjskiej

Publikacje nautyczne – zestaw książek zawierających dane o znakach oraz pomocach nawigacyjnych i informacje ważne dla prowadzących jednostki pływające. Zgodnie z polskimi regulacjami prawnymi (art. 41b ust. 1.  p. 3) ustawy o obszarach morskich RP i adm. morskiej) do publikacji nautycznych zaliczane są także mapy morskie. Obecnie często publikowane są w formie cyfrowej. Wydają je administracje państw nadmorskich.
Do podstawowych publikacji nautycznych zalicza się:
- Locje
- Spis świateł i sygnałów nawigacyjnych
- Spis radiostacji nautycznych

Liczba, zasięg i układ zależy od wydającej administracji. Polskie Biuro Hydrograficzne Marynarki Wojennej wydaje publikacje na południowy Bałtyk, podczas gdy Admiralicja Brytyjska wydaje kilkadziesiąt książek, obejmujących wody żeglowne całego świata.
Ponieważ oznakowanie nawigacyjne, głębokości, przepisy i inne czynniki, mające wpływ na żeglugę zmieniają się, publikacje nautyczne muszą być poprawiane. Wydawca publikacji wydaje w tym celu cotygodniowe Wiadomości Żeglarskie, rodzaj biuletynu, w którym podane są poprawki do naniesienia na mapy i do publikacji. Duża liczba poprawek utrudniałaby korzystanie z publikacji, więc co pewien czas wydawane są nowe edycje książek. Czas między edycjami zależy od charakteru książek i liczby zmian. Spisy świateł i radiostacji wydaje się co kilkanaście miesięcy, locje w zależności od obszaru nawet co kilkanaście lat.
Do publikacji nautycznych zalicza się również:
- Tablice pływów
- Tablice i atlasy prądów pływowych
- Almanachy astronomiczne
- Katalogi map i publikacji
- Wiadomości Żeglarskie
- Tablice odległości
- Objaśnienia znaków i skrótów na mapach